# Moritz Embden
Moritz Embden (* 27. Dezember 1790; † 8. März 1866) war ein deutscher Bankier und Kaufmann.

## Leben
Moritz Embden war der Bruder von Abraham Adolph Embden (1780–1855), der von 1815 bis 1820 Gemeindevorsteher der Altonaer jüdischen Gemeinde war und dort als Jude erster Steuerklasse geführt wurde.
Moritz Embden lebte in Hamburg und war seit 1823 mit Charlotte Embden (1800–1899), der Schwester Heinrich Heines, verheiratet. Sie wohnten zunächst am Neuen Wall Nr. 167 und ab 1827 am Jungfernstieg. Später lebte das Ehepaar an der Großen Theaterstraße sowie an der Esplanade, Hausnummer 39. Das Ehepaar hatte vier Töchter und einen Sohn, ihre Tochter Marie (1835–1908) war später die Fürstin della Rocca.
Zunächst bestand eine Freundschaft zwischen Embden und Heine. Bevor es zum Bruch kam, wohnte Heine öfter bei Embden in Hamburg. 
Embden wurde geadelt. 
Auf dem Jüdischen Friedhof Bornkampsweg in Hamburg-Bahrenfeld befindet sich der Grabstein für Moritz und Charlotte Embden.